# 원혁 (배우)
원혁(1988년 7월 23일~)은 2009년에 뮤지컬로 데뷔를 한 대한민국의 배우 출신이고, 지금은 트로트 가수로도 활약하고 있다.

## 주요 방송 출연
- 미스터트롯2 - 새로운 전설의 시작 (2022) - Top73
- 조선의 사랑꾼 (2023)

## 음반
- 뮤직드라마 사랑향기 OST (2016)

## 공연
- 기억상실증 (2009)
- 우연히 행복해지다 (2010-2014)
- 시간에 (2014)
- 서커스 피자 (2014-2015)
- 사랑향기 (2015-2016)
- 바보사랑 (2016)
- 그대와 영원히 (2016-2017)